# Nuits d'Arabie (film, 2007)
Pour les articles homonymes, voir Nuits d'Arabie.
Pour plus de détails, voir Fiche technique et Distribution.
Nuits d'Arabie, sous-titré Une histoire d'amour entre Bonnevoie et Tabelbala, est un film dramatique belgo-austro-luxembourgeois réalisé par Paul Kieffer (lb) et sorti en 2007.

## Synopsis
Georges Turmes, un employé des chemins de fer luxembourgeois, fait la rencontre de Yamina, une femme d'origine algérienne, dans un train. Elle dit s'y cacher parce qu'elle a été battue. Il prend soin d'elle et la cache dans son abri de jardin. Elle lui parle d'elle et de sa famille, qui seraient persécutées. Un jour, elle disparaît, et Georges part à sa recherche.

## Fiche technique
- Titre original : Nuits d'Arabie : Une histoire d'amour entre Bonnevoie et Tabelbala[1],[2]
- Réalisation : Paul Kieffer (lb)
- Scénario : Paul Kieffer, Philippe Blasband
- Photographie : Jean-Louis Sonzogni (lb)
- Montage : Thierry Faber
- Musique : Jeannot Sanavia (lb)
- Décors : Véronique Sacrez
- Production : Helmut Grasser, Patrick Quinet, Jani Thiltges, Claude Waringo (lb)
- Sociétés de production : Samsa Film, Artémis Productions, Allegro Film
- Pays de production :  Luxembourg -  Belgique -  Autriche
- Langue originale : luxembourgeois - français - arabe
- Format : couleurs - 1,85:1 - Son Dolby Digital
- Genre : Drame
- Durée : 110 minutes
- Dates de sortie : 
  - Belgique : 29 septembre 2007 (Festival du film francophone de Namur)
  - Luxembourg : 16 novembre 2007
  - France : 28 janvier 2010 (diffusion télévisée)

## Distribution
- Jules Werner (lb) : Georges Turmes
- Sabrina Ouazani : Yamina
- Anne-Marie Solvi : Nicole
- Marco Lorenzini : père
- Camille Olinger : grand-père
- Marie-Paule von Roesgen : grand-mère
- Serge Tonon : l'oncle
- Pat Wengler : la tante
- Pol Hoffmann : Jempi